# Singapur na Letnich Igrzyskach Olimpijskich Młodzieży 2010
Singapur na Letnich Igrzyskach Olimpijskich Młodzieży w 2010 reprezentować będzie 129 sportowców w 26 dyscyplinach. Singapur jest organizatorem pierwszych igrzysk olimpijskich młodzieży.

## Tenis
- Stefanie Tan

## Tenis stołowy
- Isabelle Li